# Tierralta
Tierralta ist eine Gemeinde (municipio) im Departamento Córdoba in Kolumbien.

## Geographie
Tierralta liegt im Südwesten von Córdoba am Río Sinú in der Subregion Alto Sinú, ungefähr 80 km von Montería entfernt. Die Gemeinde grenzt im Norden an Montería, im Nordwesten an Valencia, im Westen und Süden an das Departamento de Antioquia (Apartadó, Carepa, Chigorodó, Mutatá und Ituango), im Osten an Montelíbano und im Nordosten an Planeta Rica.

## Bevölkerung
Die Gemeinde Tierralta hat 109.770 Einwohner, von denen 48.886 im städtischen Teil (cabecera municipal) der Gemeinde leben (Stand: 2019).

## Geschichte
Auf dem Gebiet des heutigen Tierralta lebte vor der Ankunft der Spanier das indigene Volk der Zenú. Das Gebiet der Zenú wurde von Pedro de Heredia erobert, die Zenú fast komplett ausgerottet. Erneut besiedelt wurde die Region ab 1840, um an Rohstoffe wie Gold, Holz und Naturkautschuk zu gelangen. Tierralta selbst wurde 1909 von Santiago Cabal gegründet und entwickelte sich zu einem wichtigen Flusshafen am Río Sinú. Der erste Versuch, Tierralta zu einer eigenständigen Gemeinde zu erklären, scheiterte 1931. Schließlich wurde Tierralta 1949 von Montería losgelöst und zur Gemeinde erklärt.

## Wirtschaft
Die wichtigsten Wirtschaftszweige von Tierralta sind die Landwirtschaft, insbesondere der Anbau von Mais, Maniok, Bananen und Reis, und die Rinderproduktion. Zudem spielen die Holzwirtschaft und Fischerei eine wichtige Rolle.

## Söhne und Töchter der Stadt
- Julio César Vidal Ortiz (* 1944), Prälat von Alto Sinú/Bischof von Montelíbano (1993–2001), Bischof von Montería (2001–2010) und Bischof von Cúcuta (2011–2015)
- Miguel Borja (* 1993), Fußballspieler